# Вассар (Мічиган)
Вассар (англ. Vassar) — місто (англ. city) в США, в окрузі Тускола штату Мічиган. Населення — 2727 осіб (2020).

## Географія
Вассар розташований за координатами 43°22′17″ пн. ш. 83°34′35″ зх. д. / 43.37139° пн. ш. 83.57639° зх. д. (43.371392, -83.576477).  За даними Бюро перепису населення США в 2010 році місто мало площу 5,65 км², з яких 5,49 км² — суходіл та 0,16 км² — водойми.

## Демографія
Згідно з переписом 2010 року, у місті мешкало 2697 осіб у 1001 домогосподарстві у складі 668 родин. Густота населення становила 477 осіб/км².  Було 1154 помешкання (204/км²).
Расовий склад населення:
| - 87,4 % — білих - 8,8 % — чорних або афроамериканців - 0,4 % — корінних американців - 0,1 % — азіатів - 1,1 % — осіб інших рас |

До двох чи більше рас належало 2,2 %. Частка іспаномовних становила 3,0 % від усіх жителів.
За віковим діапазоном населення розподілялося таким чином: 31,6 % — особи молодші 18 років, 56,6 % — особи у віці 18—64 років, 11,8 % — особи у віці 65 років та старші. Медіана віку мешканця становила 32,5 року. На 100 осіб жіночої статі у місті припадало 99,0 чоловіків;  на 100 жінок у віці від 18 років та старших — 85,7 чоловіків також старших 18 років.
Середній дохід на одне домашнє господарство  становив 44 015 доларів США (медіана — 38 029), а середній дохід на одну сім'ю — 52 316 доларів (медіана — 47 692). Медіана доходів становила 26 964 долари для чоловіків та 30 882 долари для жінок. За межею бідності перебувало 22,6 % осіб, у тому числі 37,8 % дітей у віці до 18 років та 12,8 % осіб у віці 65 років та старших.
Цивільне працевлаштоване населення становило 1067 осіб. Основні галузі зайнятості: освіта, охорона здоров'я та соціальна допомога — 26,2 %, мистецтво, розваги та відпочинок — 15,5 %, виробництво — 15,3 %.